# 1597 (szám)
Az 1597 (római számmal: MDXCVII) egy természetes szám, prímszám, Fibonacci-szám. Markov-szám. Mírp.

## A szám a matematikában
A tízes számrendszerbeli 1597-es a kettes számrendszerben 11000111101, a nyolcas számrendszerben 3075, a tizenhatos számrendszerben 63D alakban írható fel.
Az 1597 páratlan szám, prímszám. Normálalakban az 1,597 · 103 szorzattal írható fel.
Az 1597 Fibonacci-prím.
Hatvanhét szám valódiosztó-összegeként áll elő, közülük a legkisebb a 6083.